# Gerlitzen
De Gerlitzen (Sloveens: Osojščica) is een 1909 meter hoge berg in Karinthië, in Oostenrijk nabij het plaatsje Treffen. De Gerlitzen ligt in het zuidelijke deel van de Nockberge en is een bekend uitzichtpunt voor de regio.
De naam is afkomstig van het oud-Slavische Gorelice (горѣтн of goreti = branden) en wijst op de aanwezigheid van aangestoken vuur. Ter inleiding van de van oudsher georganiseerde worstelwedstrijden werden op grote schaal vuren aangestoken.
De hoogste kabelbaan van Karinthië, de Kanzelbahn, ligt sinds 1928 tussen Annenheim en de Kanzelhöhe. De Gipfelbahn brengt de toeristen naar het hoogste punt op circa 1900 meter. In het dal en op de bergtop bevinden zich enkele hotels. In de winter zijn er goede skifaciliteiten op de berg en in de zomer kan men genieten van goede wandelpaden. Ook wordt de berg gebruikt voor parapente en deltavliegen met een landingsplaats bij Annenheim aan de Ossiacher See.

## Afbeeldingen

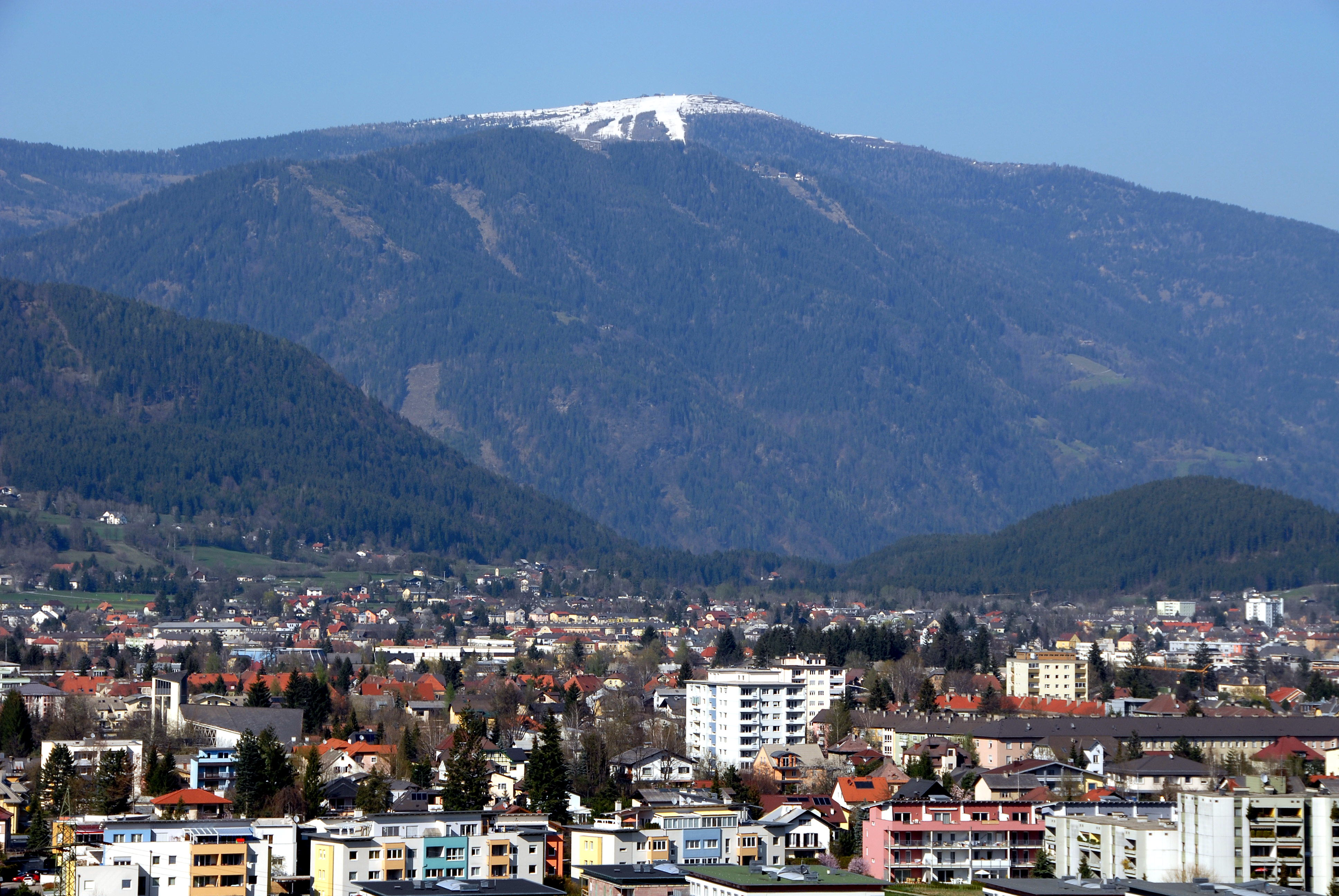
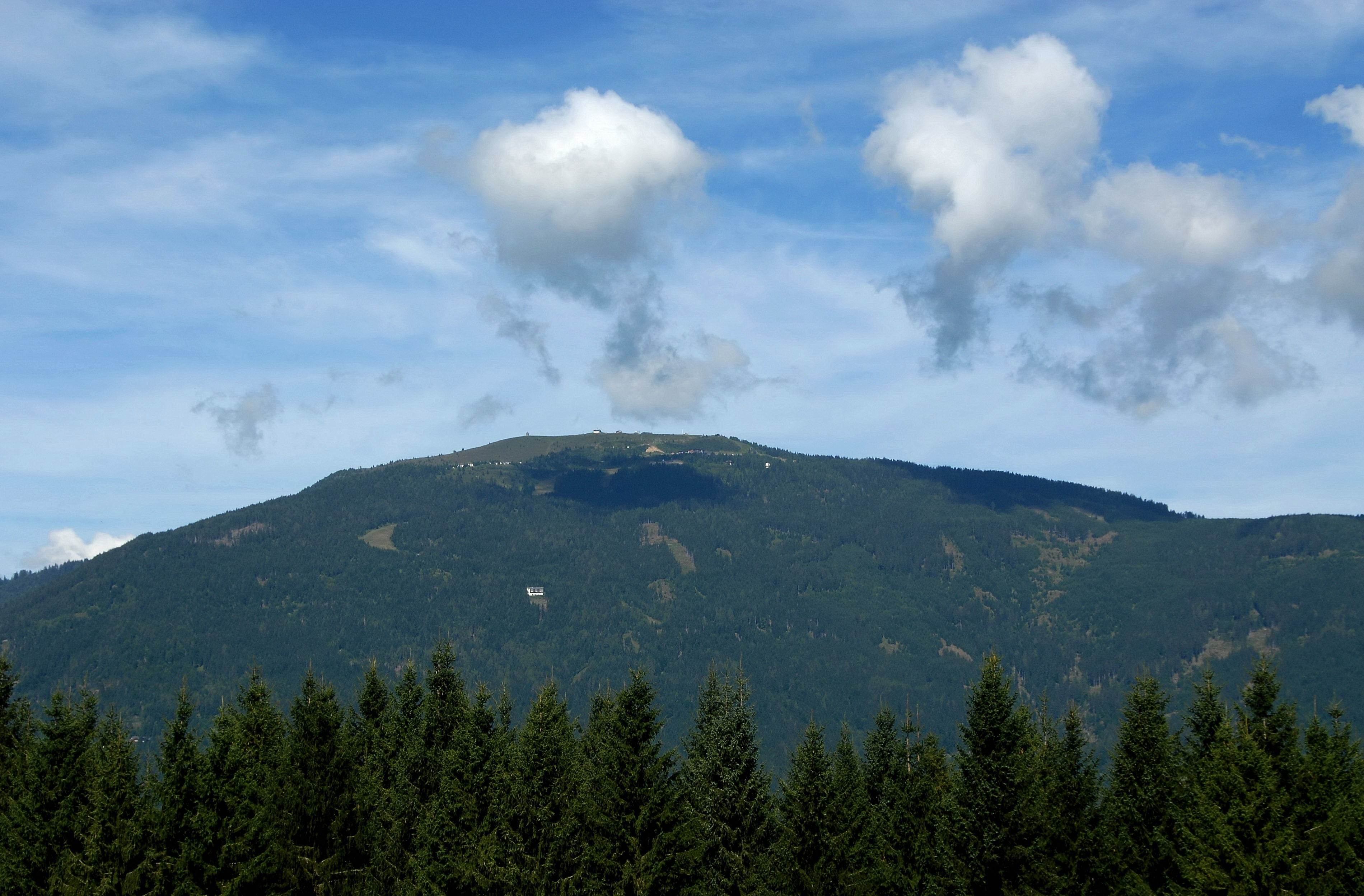